# 林鳳 (明鄭)
林鳳，明末福建漳州龍溪人，為鄭成功的部將。

## 生平
林鳳年少即強壯異常，膂力過人，被鄭成功所激賞，委任為親軍左戎旗鎮副將。1658年（南明永曆十二年）3月（農曆，以下同），鄭成功召集體魄強健的步卒組成鐵甲軍，定為左右虎衛鎮，並提拔林鳳為左虎衛左協將。次年5月明鄭大軍北伐，進入長江並包圍金陵。後因鄭成功中清軍緩兵之計，意外遭到清軍突襲而大敗。鐵甲沉重不得突圍，左虎衛鎮陳魁戰死，幸賴林鳳威猛，殺出一條血路而免於全軍覆沒。
1661年，林鳳升任參軍。2月隨軍征臺，4月2日入鹿耳門，登陸臺南，包圍荷蘭東印度公司部隊於熱蘭遮城，並擊退巴達維亞援軍，其間林鳳屢建戰功。
由於圍城期間軍糧不足，鄭成功分派各鎮去汛地屯墾。林鳳所部分汛於曾文溪迤北地區，含中社、龜仔港、大菁埔等地（舊屬赤山堡）。眾官兵將險惡荒僻之地開闢為良田，至今臺南市六甲區仍有「林鳳營」之地名，即可說明後人感念其屯田事蹟。
1662年，林鳳改任統領水師署總兵官都督僉事。1662年，林鳳升任右虎衛鎮。同年7月，荷蘭軍隊提督波爾特率艦12艘攻佔雞籠（今基隆市），並聯合清軍再度進攻臺灣。1663年，鄭經命統領親軍勇衛掛征討將軍黃安率師北伐。黃安以林鳳作為先鋒。林鳳雖勇猛如昔，但終不敵猛烈砲火，壯烈成仁。